# البينوشية
البينوشية (بالإنجليزية: Pinochetism) (بالإسبانية: Pinochetismo) هي أيديولوجية سياسية سلطوية وعبادة شخصية متجذرة في فترة الحكم العسكري التي قادها أوغستو بينوشيه في تشيلي بين عامي 1973 و 1990. بدءًا من اليمينية واليمين المتطرف، تتميز البينوشية بمعاداتها الشيوعية والسياسة المحافظة والعسكرية والقومية. في عهد بينوشيه، وُضع اقتصاد تشيلي تحت سيطرة مجموعة من الاقتصاديين التشيليين المعروفين باسم شيكاغو بويز، الذين وصف البعض سياساتهم التحررية بأنها نيوليبرالية. يُعرف المؤيدون السابقون والحاليون للديكتاتورية باسم البينوشيين.

## الخلفية

### الديكتاتورية العسكرية
عند تولي السلطة، تمثل الإجراء الأول للديكتاتورية في حظر الأحزاب السياسية اليسارية والحد من النشاط السياسي لأعضائها (باستخدام القوة). أمرت المجموعة بتعليق الأحزاب السياسية الأخرى إلى أجل غير مسمى؛ ومع ذلك، تعاون العديد من أعضاء الأحزاب اليمينية (وعدد قليل من أعضاء الحزب الديمقراطي المسيحي والراديكاليين) بنشاط مع نظام بينوشيه (لكنهم لم يتمكنوا من التصريح بأفكارهم بشكل علني). جمعت لوسيا هيريارت، التي شغلت منصب السيدة الأولى لتشيلي كزوجة بينوشيه، نساء البينوشيين من خلال مؤسسة سيما تشيلي، وهي مؤسسة أدارتها من عام 1973 حتى عام 2016. يضم الاتحاد أكثر من 500،000 عضوا في شيلي، وقد دُعم بميزانية كبيرة لتمويل نشاطاته. أيّد السياسي الإسباني اليميني المتطرف بلاس بينار الديكتاتورية التشيلية وأبدى إعجابه بعمل بينوشيه والتقى به في عدة مناسبات في تشيلي وإسبانيا. خلال سبعينيات القرن العشرين، حُظرت جميع الأنشطة السياسية الحزبية. لم يُسمح بتنظيم الجماعات السياسية إلا بعد عام 1980، أي بعد صدور الدستور الجديد.
بين عامي 1980 و 1987، ظهرت مجموعات دعم مختلفة للديكتاتورية، مثل حركة العمل الوطني وجبهة العمل الوطنية وجبهة الوحدة الوطنية للشباب وحركة الاتحاد الوطني والاتحاد الديمقراطي المستقل. تميز حزب التقدم الوطني الفاشي والقومي المتطرف بتركيز مواقفه على شخصية بينوشيه؛ إذ كان العديد من أعضائه أيضًا أعضاء في المركز الوطني للمعلومات، وهذا هو السبب في حصول الحزب على عدد قليل من الأصوات في انتخابات عام 1989، حيث أُزيل عندما لم يتم الحصول على الحد الأدنى القانوني. تمتعت الديكتاتورية أيضًا بدعم من الجماعات الفاشية الأخرى مثل الحركة الوطنية الثورية الوحدوية وغيرها من الجماعات التي تركت السلطة (بعد الصراع داخل اليمين الليبرالي المحافظ)، بشكل أساسي بعد انتقاد القيادة النيوليبرالية التي تبناها النظام.
انتهى الصراع بفوز الفصائل السياسية الليبرالية المحافظة مثل التجديد الوطني والاتحاد الديمقراطي المستقل، والتي كانت قد أسست لنفسها، بسبب أصولها الاجتماعية، شبكة كبيرة وهامة من الاتصالات. بالإضافة إلى ذلك، في إطار البراغماتية، وضعت السلطات العسكرية ثقتها بين يدي التيارات السياسية النيوليبرالية أكثر من التيارات القومية لأنها رأت حينها أنها يمكن أن تضفي الشرعية على سمعة تشيلي في الخارج من خلال إصلاح الاقتصاد، حيث كان النظام معزولًا سياسيًا؛ حتى أنه مرّت فترات من النبذ التام حيث تم فيه دمج دول الأنديز في ما يسمى «مثلث سانتياغو - برازيليا - القدس - بريتوريا»، الذي يضم دولًا منبوذة، مثل جنوب إفريقيا في حقبة التمييز العنصري أو اسرائيل.
في عام 1987، أُصدر قانون جديد يتعلق بالأحزاب السياسية، والذي بموجبه يمكن للأحزاب السياسية أن تبدأ العمل بشكل رسمي، باستثناء الحزب الشيوعي وأي منظمة تتبع أيديولوجيات مماثلة (وهو حظر بُرر في المادة 8 من دستور تشيلي). في نفس العام، شُكلت الجبهة العظمى لشيلي، والتي جمعت منظمات أخرى دعمت بينوشيه، مثل منظمة العمل النقابية ولجان العمل المدني وحركة بينوشيه المستقلة. تأسست حركة بينوشيه المستقلة في 19 أبريل عام 1987 على يد أبراهام أبريلوت، حيث أُعلن عنها كحركة قومية تدعم بشكل حصري شخصية بينوشيه. تبنت الحركة رمزًا خاصًا مكونًا من قاعدة تحتوي على خريطة تشيلي أفقيًا، وعليها شعار النبالة الوطني. لم تعرّف الحركة عن نفسها على أنها جماعية سياسية، بل «هيئة مستقلة وغير سياسية» تطمح إلى «توحيد الكتلة العظمى من التشيليين» من غير المنتسبين إلى أي أيديولوجية.
في وقت لاحق، أجرت حركة بينوشيه المستقلة استفتاءً لدعم بينوشيه أمام مقره - ما أدى إلى تغريمها من قِبَل بلدية سانتياغو، بالإضافة إلى الاحتجاجات التي قادتها الأحزاب والجماعات السياسية المناهضة لبينوشيه. في نهاية مارس عام 1988، أُقيلت قيادة الحركة برئاسة أبريلوت، بتهمة «عدم القدرة على ممارسة منصب الرئيس والتعسف في صنع القرار»، إذ تولى الرئاسة بعد ذلك ريكاردو فالينزويلا. في غمرة الاستعداد للانتخابات في استفتاء 5 أكتوبر عام 1988، دعوا إلى التصويت «بنعم»، بعد أن كانوا قد أشاروا سابقًا إلى التصويت «بالرفض» في حال لم يكن المرشح هو بينوشيه. بعد الموافقة على التصويت «بالرفض»، تم رفض جميع أحزاب بينوشيه.